# تورنيك كيبياني
تورنيك كيبياني (بالإنجليزية: Tornike Kipiani)‏ هو مغنى جورجي ولد في 11 ديسمبر 1987.

## وصلات خارجية
- تورنيك كيبياني على موقع ميوزك برينز (الإنجليزية)
- تورنيك كيبياني على موقع أول ميوزيك (الإنجليزية)
- تورنيك كيبياني على موقع ديسكوغز (الإنجليزية)